# Formel 2-EM 1984
Formel 2-EM 1984 kördes över 12 omgångar. Mike Thackwell blev mästare.

## Delsegrare
| Datum        | Bana           | Vinnare          |
| ------------ | -------------- | ---------------- |
| 1 april      | Silverstone    | Mike Thackwell   |
| 8 april      | Hockenheim     | Roberto Moreno   |
| 23 april     | Thruxton       | Mike Thackwell   |
| 13 maj       | Vallelunga     | Mike Thackwell   |
| 19 maj       | Mugello        | Mike Thackwell   |
| 11 juni      | Pau            | Mike Thackwell   |
| 24 juni      | Hockenheim     | Pascal Fabre     |
| 22 juli      | Misano         | Mike Thackwell   |
| 29 juli      | Pergusa        | Mike Thackwell   |
| 27 augusti   | Donington Park | Roberto Moreno   |
| 23 september | Brands Hatch   | Philippe Streiff |

## Slutställning
| Plats | Förare             | Poäng |
| ----- | ------------------ | ----- |
| 1     | Mike Thackwell     | 72    |
| 2     | Roberto Moreno     | 44    |
| 3     | Michel Ferté       | 29    |
| 4     | Philippe Streiff   | 27    |
| 5     | Christian Danner   | 23    |
| 6     | Emanuele Pirro     | 18    |
| 7     | Thierry Tassin     | 18    |
| 8     | Pascal Fabre       | 13    |
| 9     | Pierre Petit       | 10    |
| 10    | Alessandro Nannini | 9     |